# Compsocalyx gibberosa
Compsocalyx gibberosa är en svampdjursart som beskrevs av Schulze 1904. Compsocalyx gibberosa ingår i släktet Compsocalyx och familjen Hyalonematidae.
Artens utbredningsområde är havet utanför Indien. Inga underarter finns listade i Catalogue of Life.